# NordBalt

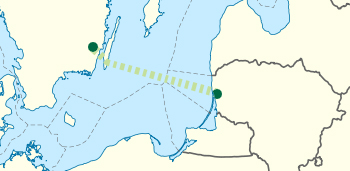
Schemat linii NordBalt

NordBalt – podmorski kabel energetyczny HVDC (ang. high-voltage direct current) łączący Litwę i Szwecję ułożony przez szwajcarsko-szwedzki koncern ABB.
Łączna długość połączenia energetycznego między Kłajpedą na Litwie i Nybro w Szwecji to 453 kilometry. 400-kilometrowy podmorski kabel na dnie Morza Bałtyckiego jest najdłuższym typu HVDC na świecie.